# Rogeria stigmatica
Rogeria stigmatica es una especie de hormiga del género Rogeria, tribu Solenopsidini, familia Formicidae. Fue descrita científicamente por Emery en 1897.
Se distribuye por Indonesia, Samoa Americana, Fiyi, Polinesia Francesa, Micronesia, Nueva Caledonia, Niue, Palaos, Papúa Nueva Guinea, Samoa, Islas Salomón, Tokelau, Tonga, Vanuatu y Wallis y Futuna. Se ha encontrado a elevaciones de hasta 780 metros. Habita en selvas tropicales y bosques perturbados.